# Lanagan
Lanagan è un comune degli Stati Uniti d'America situato nella Contea di McDonald, nello Stato del Missouri.
Lanagan aveva, secondo il censimento del 2000, uno popolazione di 411 abitanti.